# Georgeta Știrbu
Georgeta Știrbu (n. 30 ianuarie 1935) este un fost deputat român în legislatura 1992-1996, ales în județul Vaslui pe listele partidului PD. Georgeta Știrbu a fost validată ca deputat pe data de 22 aprilie 1996 când l-a înlocuit pe Traian Băsescu.